# Chatham-Rabe
Der Chatham-Rabe (Corvus moriorum) ist eine ausgestorbene Vogelart aus der Familie der Rabenvögel. Sie kam auf den Chatham-Inseln vor und ist nur von subfossilem Material bekannt. Das Artepitheton bezieht sich auf die Moriori, die ersten Siedler auf den Chatham-Inseln. Das Typusmaterial wurde im Januar 1892 von Henry Ogg Forbes entdeckt.

## Merkmale
Der Chatham-Rabe war der größte bekannte Rabenvogel der australasiatischen Region und der vermutlich viert- oder fünftgrößte Singvogel der Welt. Henry Ogg Forbes beschrieb ihn als ungefähr eineinhalbmal so groß wie die Nebelkrähe. Das Gewicht lag bei 950 bis 1000 Gramm.  Der relativ lange Tarsometatarsus deutet vermutlich auf eine Anpassung an ein besseres Laufen oder Rennen auf dem Boden hin. Wie alle Raben und Krähen konnte er jedoch auch gut fliegen. Das Gaumenbein war mehr verknöchert als bei den Kolkraben oder den Amerikanerkrähen der nördlichen Hemisphäre. Der Chatham-Rabe hatte einen langen, breiten Schnabel, der nicht so stark gekrümmt war, wie der Schnabel der Hawaiikrähe (Corvus hawaiiensis).
Die Neuhollandkrähe (C. coronoides) ist vermutlich die am nächsten verwandte lebende Art, die ursprüngliche Schwesterart ist wahrscheinlich die neuseeländische Maorikrähe (C. antipodum).

## Lebensweise
Die meisten Knochen wurden an den Küsten der Chatham-Inseln gefunden. Daher ist es möglich, dass die Raben die Pinguin- und Seebärenkolonien aufgesucht haben oder im Wattenmeer auf Nahrungssuche gegangen sind.

## Aussterben
Ursache und Zeitpunkt des Aussterbens sind bis heute unklar. Viele Knochen wurden in den Muschelhaufen der Moriori gefunden, sodass angenommen werden kann, dass die Art bejagt wurde. Wenn der Chatham-Rabe ein Bodenbrüter war, dürfte es für die eingeschleppten Ratten einfach gewesen sein, den Küken nachzustellen.